# Mialet, Gard
Mialet (Gard) là một xã trong vùng Occitanie, thuộc tỉnh Grad, quận Alès, tổng Saint-Jean-du-Gard. Tọa độ địa lý của xã là 44° 06' vĩ độ bắc, 03° 56' kinh độ đông. Mialet (Gard) nằm trên độ cao trung bình là 165 mét trên mực nước biển, có điểm thấp nhất là 140 mét và điểm cao nhất là 691 mét. Xã có diện tích 30,76 km², dân số vào thời điểm 1999 là 539 người; mật độ dân số là 17 người/km².

## Thông tin nhân khẩu
| 1962 | 1968 | 1975 | 1982 | 1990 | 1999 |
| ---- | ---- | ---- | ---- | ---- | ---- |
| 315  | 371  | 354  | 449  | 511  | 539  |